# Bühnsdorf
Bühnsdorf là một đô thị ở huyện Segeberg, bang Schleswig-Holstein, Đức. Đô thị Bühnsdorf có diện tích 4,15 km², dân số thời điểm ngày 31 tháng 12 năm 2006 là 370 người.